# Генерал-бас
Генера́л-бас (нем. Generalbaß, дословно — «общий бас»), ба́ссо конти́нуо (итал. basso continuo — «непрерывный бас»), цифрованный бас (итал. basso numerato) — басовый голос многоголосного музыкального сочинения с цифрами (обозначающими созвучия — интервалы и аккорды), на основе которых исполнитель строит (в известной мере импровизирует) аккомпанемент.

## История
Генерал-бас окончательно сложился в итальянской музыке конца XVI века. Термин (в форме basso continuato) впервые отмечается в предисловии к сочинению Э. Кавальери «Представление о душе и теле» (1600). Получил всеобщее распространение в гомофонной и полифонической музыке XVII — середины XVIII веков, особенно в эпоху барокко. Начиная с венской классической школы, ограничившей масштаб исполнительского «волюнтаризма», генерал-бас вышел из композиторской практики.
Учебники «о генерал-басе» XVIII—XIX веков излагали практическое учение о (мажорно-минорной) гармонии (практический курс гармонии). Крупнейшее по объёму руководство по генерал-басу (почти 1000 страниц),  сочетающее в себе черты учебника и черты научного трактата, опубликовал в 1728 году И. Д. Хайнихен. 
В XX веке генерал-бас возродился в виде «цифровки», то есть сокращённой записи аккомпанемента в джазовой и эстрадной музыке в виде стандартных буквенно-цифровых обозначений основных аккордов и созвучий.
Интерпретация цифрованного basso continuo в англоязычной литературе XX—XXI вв. называется «реализацией» (англ. realization). Реализация может быть выписана (композитором или музыкальным редактором) в нотах, по которым затем играет исполнитель (известны реализации собственных сочинений А. Скарлатти, Г. Ф. Генделя и других барочных композиторов). Опытные исполнители способны реализовать basso continuo в реальном времени; в таком случае говорят об «импровизации» basso continuo.